# وانغ ينغ
وانغ ينغ (بالصينية: 王赢) هو مصارع رياضي صيني، ولد في 15 أغسطس 1983 في بكين في الصين.

## وصلات خارجية
- وانغ ينغ على موقع قاعدة بيانات المصارعة الدولية (الإنجليزية)
- وانغ ينغ على موقع أوليمبيديا (الإنجليزية)
- وانغ ينغ على موقع اللجنة الأولمبية الصينية (الإنجليزية)